# Egyesült Baloldal (Spanyolország)
 Nem tévesztendő össze a lengyel baloldali párttal, lásd: Egyesült Baloldal (Lengyelország).
Az Egyesült Baloldal (spanyolul Izquierda Unida) egy spanyol baloldali antikapitalista gyűjtőpárt, melyben a vezető szerepet a kommunisták játsszák.

A párt 1986-ban alakult, és az akkori célja Spanyolország NATO-tagságának a megakadályozása volt. A 2016-os spanyolországi országgyűlési választáson összefogott a spanyol Unidas Podemos párttal (Együtt képesek vagyunk rá), és bejutott a parlamentbe.

## Választási eredményei

### Parlamenti választások
| Választások    | %     | Képviselőházi mandátumok | Szenátusi mandátumok | Kormányzat                   | Listavezető       |
| -------------- | ----- | ------------------------ | -------------------- | ---------------------------- | ----------------- |
| 1986           | 4.63  | 7 / 350                  | 0 / 208              | Ellenzék                     | Gerardo Iglesias  |
| 1989           | 9.07  | 17 / 350                 | 1 / 208              | Ellenzék                     | Julio Anguita     |
| 1993           | 9.55  | 18 / 350                 | 0 / 208              | Ellenzék                     | Julio Anguita     |
| 1996           | 10.54 | 21 / 350                 | 0 / 208              | Ellenzék                     | Julio Anguita     |
| 2000           | 5.45  | 8 / 350                  | 0 / 208              | Ellenzék                     | Francisco Frutos  |
| 2004           | 4.96  | 3 / 350                  | 1 / 208              | Ellenzék                     | Gaspar Llamazares |
| 2008           | 3.77  | 1 / 350                  | 1 / 208              | Ellenzék                     | Gaspar Llamazares |
| 2011           | 6.92  | 8 / 350                  | 0 / 208              | Ellenzék                     | Cayo Lara         |
| 2015           | 3.67  | 5 / 350                  | 0 / 208              | Ellenzék                     | Alberto Garzón    |
| 2016           | 21.15 | 8 / 350                  | 2 / 208              | Ellenzék                     | Alberto Garzón    |
| 2019. április  | 14.32 | 5 / 350                  | 0 / 208              | Új választást kellett kiírni | Alberto Garzón    |
| 2019. november | 12.86 | 5 / 350                  | 0 / 208              | Kormánypárt                  | Alberto Garzón    |